# Laurens Pieter van de Spiegel
Pour les articles homonymes, voir Spiegel.
Laurens Pieter van de Spiegel, en français : Laurent Pierre van de Spiegel, né le 19 janvier 1736 à Middlebourg en Zélande, est un juriste et homme politique.  des Provinces-Unies. Libéral et conservateur, il est grand-pensionnaire des États de Zélande de 1785 à 1787 puis de Hollande de 1787 à 1795 à l'époque de la Révolution batave. Partisan du stathouderat de la maison d'Orange-Nassau, il est déposé par l'armée révolutionnaire française qui met fin au régime traditionnel des Sept Provinces. Il finit sa vie en prison puis en exil. Il meurt à Lingen sur les terres du royaume de Prusse le 7 mai 1800. Il laisse plusieurs ouvrages juridiques et historiques.

## Origine et famille
Laurens Pieter van de Spiegel est issu d'une famille originaire de la Flandre émigrée en Zélande pendant les guerres du XVIe siécle. Il perd son père et sa mère pendant son enfance. Il étudie le droit à l'université de Leyde et soutient deux thèses en 1757 et 1758. En 1760, il devient secrétaire de la ville de Goes et épouse une demoiselle van Ossewaerde, fille du bourgmestre et parente du ministre Pieter Adrianus Ossewaarde (en) : ils auront 11 enfants. 

## Carrière politique

### Dans la révolution batave

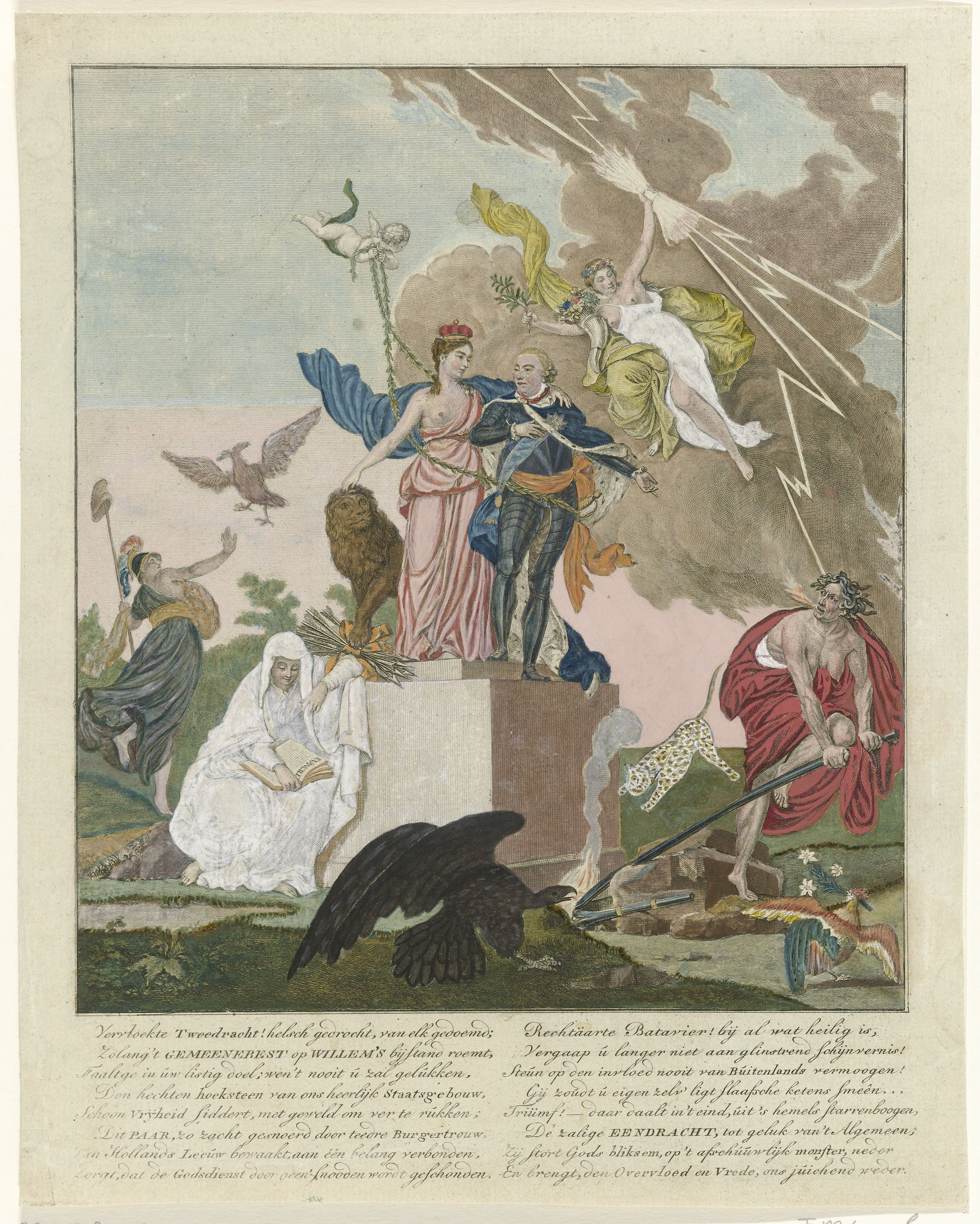
Restauration de Guillaume V d'Orange comme stathouder, gravure allégorique néerlandaise de 1787.

Laurens Pieter van de Spiegel succède à son beau-père comme bourgmestre de Goes avant d'être élu grand-pensionnaire de Zélande. 
En 1780, l'entrée des Provinces-Unies aux côtés de la France dans la guerre d'indépendance américaine entraîne un affrontement ruineux avec le Grande-Bretagne : les « Patriotes » soutiennent la cause des insurgés américains tandis que les Orangiste s'y opposent. Le stathouder Guillaume V d'Orange-Nassau, chef héréditaire de l'armée, est tenu pour responsable de l'humiliante défaite des Provinces contre les Britanniques. En 1784, l'ambassadeur britannique James Harris est envoyé à La Haye pour rétablir les relations diplomatiques et commerciales entre les deux pays. Harris songe à appuyer le retour au pouvoir des orangistes mais les instructions du ministre Carmarthen lui prescrivent d'éviter tout ce qui pourrait causer une reprise de guerre contre la France. Le parti des Patriotes prend l'avantage et le stathouder Guillaume V préfère quitter La Haye pour s'établir en Gueldre, politiquement plus sûre. En mai 1786, Harris parvient s'entendre avec van de Spiegel, qu'il considère comme l'homme politique le plus doué des Provinces, mais leur accord doit demeurer secret pour ne pas heurter l'humeur ombrageuse de Guillaume V. En juillet 1786, van de Spiegel ayant obtenu l'accord du stathouder, Harris envoie un rapport à son souverain George III en faveur de la cause orangiste. En septembre 1786, un conflit armé éclate entre les Patriotes et les troupes du stathouder : il s'achève en septembre 1787 par l'intervention de la Prusse avec une armée de 20 000 hommes qui rétablit le pouvoir du stathouder. Van de Spiegel, grand-pensionnaire de Zélande depuis 1785, est élu  à la même fonction en 1787 en Hollande, province qui tient une place prépondérante dans la politique et l'économie du pays,. 
Un certain nombre de Patriotes s'exilent en France où ils s'associeront plus tard à la Révolution française. Van de Spiegel fait volontiers usage de messages codés dans sa correspondance avec les partisans orangistes puis avec les diplomates et espions au service du pouvoir néerlandais. Il obtient le rétablissement du stathoudérat héréditaire et conclut une triple alliance entre les Provinces-Unies, la Prusse et le Royaume-Uni. Il a parfois été rendu responsable des violences commises contre les Patriotes par la « populace du parti stathoudérien » bien qu'il les ait désapprouvées. Cependant, son prestige politique est écorné quand, en 1788, il est révélé que son secrétaire chiffreur, Croisset, travaillait en sous-main pour les Patriotes. Parmi les agents de Van de Spiegel figurent la salonnière et féministe Etta Palm d'Aelders, une « Patriote » qui trouve refuge à Paris en 1787, et probablement un des fils du médecin et naturaliste Petrus Camper, figure importante du parti orangiste. Van de Spiegel envoie à Etta Palm d'Aelders des subsides et des informations destinées à contrer la propagande des Patriotes.
« Premier ministre » de fait des Provinces-Unies, appuyé par l'énergique princesse Wilhelmine de Prusse, épouse de l'indolent Guillaume V, van de Spiegel dicte à ce dernier une politique de renforcement de l'État comparable à celles de Pombal au Portugal, Struensee au Danemark ou Joseph II dans la monarchie autrichienne ; il augmente les contributions des provinces au financement de l'État central, de l'armée et de la flotte alors que les patriotes avaient aggravé une tendance habituelle au morcellement de l'autorité entre cités-états ; en 1793, il place sous tutelle étatique la seconde Compagnie néerlandaise des Indes occidentales,.

### Dans les guerres européennes

Invasion française en 1794-1795 : Pays-Bas autrichiens (vert), évêché de Liège (violet) et Provinces-Unies (orange)

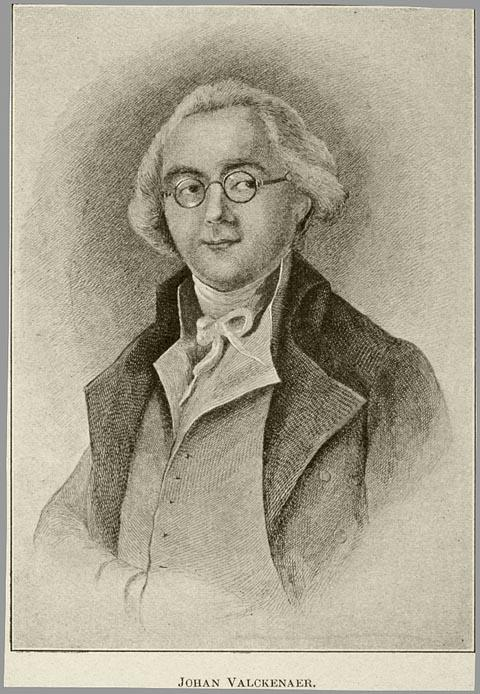
Johan Valckenaer, dirigeant de la République batave, gravure v. 1800.

Van de Spiegel est soucieux de maintenir la paix européenne : lors du congrès de Pillnitz en août 1791, il s'oppose à une déclaration des monarchies européennes dirigée contre la France révolutionnaire et recommande une alliance purement défensive mais n'est pas suivi,. 
En 1792, lorsque la France déclare la guerre à la monarchie de Habsbourg et envahit les Pays-Bas autrichiens (actuelle Belgique), van de Spiegel s'efforce de tenir les Provinces-Unies à l'écart de la guerre sur ses frontières. Au début de janvier 1793, les Patriotes en exil à Paris, animés par Jean Conrad de Kock et Herman Willem Daendels, cherchent à relancer le mouvement révolutionnaire batave : ils proposent au Comité de défense générale et au général Dumouriez, commandant de l'armée française en Belgique, une expédition en Zélande pour soulever les Provinces-Unies contre le régime du stathouder. Dumouriez, d'abord favorable, se rend compte que son armée n'est ni approvisionnée ni équipée pour une nouvelle guerre et envisage d'aller en ambassade à Londres pour éviter la rupture. Il rencontre Van de Spiegel à Moerdijk et tente d'avoir une entrevue avec l'ambassadeur britannique Auckland quand il apprend que la Convention a déclaré la guerre à la Grande-Bretagne et au stathouder le 1er février 1793. Changeant ses plans, Dumouriez tente alors d'envahir par surprise les Provinces-Unies et fait entrer son armée dans le Brabant-Septentrional. Il s'empare de Bréda, Berg-op-Zoom et Geertruidenberg mais une contre-offensive des Impériaux et des Britanniques fait échouer sa conquête et il est battu à Neerwinden le 18 mars 1793.
En 1795, l'armée française commandée par Charles Pichegru conquiert les Provinces-Unies: la République batave, abolie en 1787, est rétablie le 16 mai 1795. Van de Spiegel est mis en prison au Gevangenpoort de La Haye, les nouvelles autorités ne sachant pas trop quoi faire de lui ; ce n'est que le 14 octobre 1795 que le commissaire Johan Valckenaer est chargé d'examiner ses papiers. Le 4 janvier 1796, Valckenaer conclut que l'ex-grand pensionnaire n'est convaincu ni d'enrichissement personnel, ni d'avoir outrepassé ses instructions ; il est cependant maintenu en captivité pour raisons politiques au château de Woerden. Il est libéré le 28 décembre 1798 et s'établit avec sa famille à IJsselstein près d'Utrecht. Pendant sa captivité, Van de Spiegel, toujours amateur de cryptographie, s'était amusé à composer un  code suivant le système de Blaise de Vigenère.
En août 1799, le débarquement de l'expédition anglo-russe en Hollande l'incite à quitter les Pays-Bas pour se réfugier à Lingen dans la Westphalie prussienne, à la cour en exil de Guillaume d'Orange-Nassau, fils de Guillaume V ; il est rejoint par sa femme et une de ses filles. Il meurt d'une apoplexie le 7 mai 1800. 
Son fils Cornelis Duvelaer van de Spiegel sera anobli par le prince Guillaume d'Orange-Nassau, devenu souverain du royaume uni des Pays-Bas, le 16 septembre 1815 et membre de la seconde chambre des États généraux du royaume.

## Œuvres et idées politiques

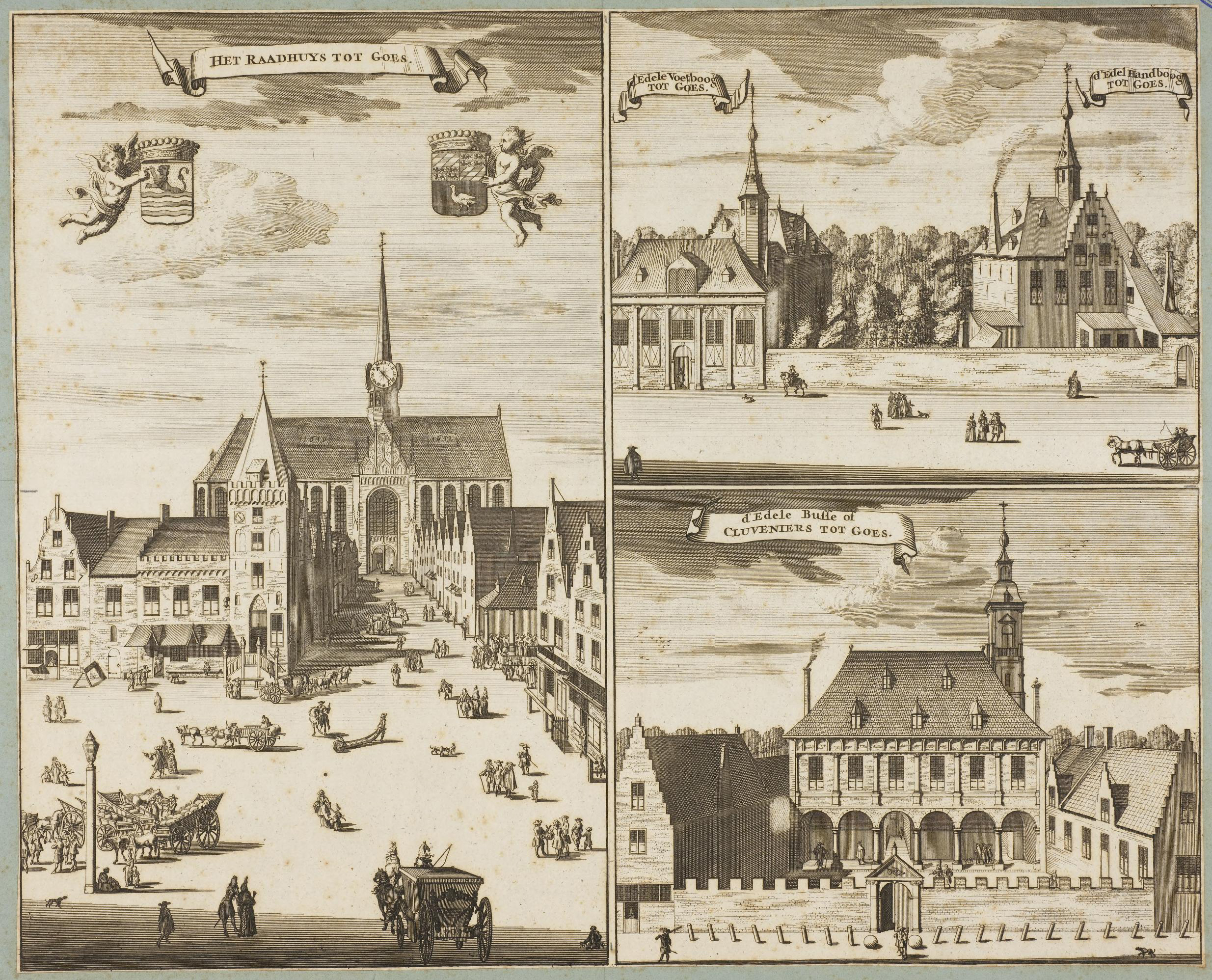
Goes : place du marché avec l'hôtel de ville, maison des arbalétriers, maison des cluveniers, gravure anonyme.

Van de Spiegel est un « conservateur » dans le sens du maintien des institutions libérales des Provinces-Unies. Dans une Histoire de la ville de Goes dont il avait été bourgmestre, il explique que les Néerlandais se sont révoltés à juste titre contre la tyrannie espagnole au XVIe siècle, par acte d'autodéfense, mais que depuis, ils ont instauré le meilleur régime possible, garantissant à chacun le droit à la prospérité et à une liberté religieuse suffisante tout en se gardant d'une dangereuse licence. Dans un petit ouvrage rédigé en 1782, inédit de son vivant mais qui semble avoir circulé en manuscrit dans les sphères dirigeantes des Sept Provinces, il fait la distinction entre la puissance « intrinsèque » d'un Etat, mesurée au bien-être, à la liberté et à la sécurité de ses habitants, et sa puissance « relative » sur la scène internationale. La république des Provinces-Unies a atteint sa plus grande prospérité au lendemain des traités de Westphalie grâce à sa puissance navale et commerciale, à sa neutralité dans les conflits persistants entre les autres États européens et à la « pureté de ses mœurs » ; son déclin relatif commence avec les Actes de navigation de 1652 et 1660 qui fondent la puissance navale britannique. Orangiste et partisan d'un renforcement du pouvoir central, van de Spiegel souhaite un code de lois uniforme, projet qui ne se concrétisera que sous le royaume de Hollande mis en place par Napoléon et Louis Bonaparte.
Ses principaux ouvrages, publiés en néerlandais, sont :
- Traité sur l'origine et l'histoire des lois de la patrie et particulièrement de celles qui concernent les provinces de Hollande et de Zélande (1769) ;
- Traité sur l'origine, l'autorité et la suppression du haut tribunal ou tribunal des comtes en Zélande ;
- Histoire de la satisfaction par laquelle la ville et l'île de Zuid-Beveland se sont rendues sous l'autorité du Stadhoudérat du prince Guillaume d'Orange en 1577 (1777) ;
- Projet de l'Union  d'Utrecht, avec une liste de pièces inédites relatives à l'histoire de l'Union (1778) ;
- Recueil de pièces inédites pour servir à l'éclaircissement  de l'histoire et du gouvernement de la patrie, particulièrement de l'histoire de l'Union d'Utrecht (2 volumes, 1780-1783) ;
- Pensées sur la composition de notre jurisprudence civile (1777) ;
- Mémoires sur la pauvreté et la mendicité dans la province de Zélande, particulièrement dans la ville de Goes et l'île de Zuid-Beveland (1780) ;
- Esquisse de la science du gouvernement par rapport à son but et à ses moyens (1786) ;
- Mémoires d'un homme d'état sur son ministère en Hollande, rédigé pendant sa captivité, sans notes, pour sa justification, et publié sans son accord (1800) ;
- Lettres et négociations de M. L.P. van de Spiegel, grand-pensionnaire de Hollande, pendant la dernière guerre de cet état contre la République française, couvrant son activité publique entre 1792 et 1795[24] ;
- Schets tot en vertoog over de intrinseque en relative magt van de Republijk [« Plan d'une remontrance sur la puissance intrinsèque et relative de la République »], rédigé en 1782 et publié en 1958[22].